# Malcolm, Alabama
Malcolm är en så kallad census-designated place i Washington County i Alabama. Vid 2010 års folkräkning hade Malcolm 187 invånare.